# Teriteqas
Teriteqas war ein nubischer König, der bisher von zwei meroitischen Inschriften bekannt ist. 
Er wird in einem Graffito im Tempel von ad-Dakka erwähnt und auf einer Stele aus Meroe. In beiden Inschriften wird er zusammen mit der Königin Amanirenas genannt, die wohl nach ihm alleine regierte. In beiden Inschriften, die noch nicht voll verstanden werden, erscheint auch ein Prinz (?) Akinidad. 
Der Anbringungsort der Inschrift in Dakka mag ein Hinweis auf die Datierung von Teriteqas geben, da dieser Ort normalerweise nicht zum Herrschaftsbereich der Nubier gehörte. Dies war jedoch kurz vor 29 v. Chr. der Fall und kurz nach 25 v. Chr., als dieses Gebiet unter nubischer Herrschaft stand. Teriteqas datiert also mit relativer Sicherheit in die Jahrzehnte vor der Zeitenwende.